# Lijst van Metaves
Dit is een lijst met vogels behorende tot de Metaves, naar familie gerangschikt. Voor een taxonomische benadering, inclusief vogelgroepen, zie: Aves (taxonomie) of (voor een alternatieve indeling): DNA-onderzoek naar de taxonomie van de vogels.

## Orde Columbiformes (Duifachtigen)

### Familie Raphidae (Dodo's)
- Geslacht:Raphus
  - Raphus cucullatus (Dodo)
- Geslacht: Pezophaps
  - Pezophaps solitarius (Rodriguezsolitaire)

### Familie Columbidae (Duiven)
- Geslacht Alectroenas
  - Alectroenas madagascariensis (Malagassische blauwe duif)
  - Alectroenas nitidissimus (Mauritiaanse blauwe duif)  †
  - Alectroenas pulcherrimus (Seychelse blauwe duif)
  - Alectroenas sganzini (Comorese blauwe duif)
- Geslacht Caloenas
  - Caloenas nicobarica (Manenduif)
  - Caloenas maculata
- Geslacht Chalcophaps
  - Chalcophaps indica (Smaragdduif)
  - Chalcophaps longirostris
  - Chalcophaps stephani (Stephans smaragdduif)
- Geslacht Claravis
  - Claravis godefrida (Purperbandgrondduif)
  - Claravis mondetoura (Purperborstgrondduif)
  - Claravis pretiosa (Blauwe grondduif)
- Geslacht Columba
  - Columba albinucha (Witnekduif)
  - Columba albitorques (Witkraagduif)
  - Columba argentina (Zilverduif)
  - Columba arquatrix (Olijfduif)
  - Columba bollii (Bolles laurierduif)
  - Columba delegorguei (Delegorgues duif)
  - Columba elphinstonii (Nilgirihoutduif)
  - Columba eversmanni (Oosterse holenduif)
  - Columba guinea (Gespikkelde duif)
  - Columba hodgsonii (Hodgsons duif)
  - Columba iriditorques (Bronsnekduif)
  - Columba janthina (Zwarte houtduif)
  - Columba junoniae (Laurierduif)
  - Columba larvata (Kaneeltortel)
  - Columba leucomela (Witkopduif)
  - Columba leuconota (Sneeuwduif)
  - Columba livia (Rotsduif)
  - Columba malherbii (Santomese bronsnekduif)
  - Columba oenas (Holenduif)
  - Columba oliviae (Somalische holenduif)
  - Columba pallidiceps (Geelpootduif)
  - Columba palumboides (Andamanenhoutduif)
  - Columba palumbus (Houtduif)
  - Columba pollenii (Comorenolijfduif)
  - Columba pulchricollis (Leigrijze houtduif)
  - Columba punicea (Bleekkapduif)
  - Columba rupestris (Klipduif)
  - Columba sjostedti (Kameroenolijfduif)
  - Columba thomensis (Santomese olijfduif)
  - Columba torringtoniae (Sri Lankaanse houtduif)
  - Columba trocaz (Trocazduif)
  - Columba unicincta (Afrikaanse houtduif)
  - Columba vitiensis (Witkeelduif)
- Geslacht Columbina
  - Columbina buckleyi (Buckleys duif)
  - Columbina cruziana (Peruaanse steenduif)
  - Columbina cyanopis (Blauwoogsteenduif)
  - Columbina inca (Inkaduif)
  - Columbina minuta (Dwergduif)
  - Columbina passerina (Musduif)
  - Columbina picui (Picui-duif)
  - Columbina squammata (Zuid-Amerikaanse inkaduif)
  - Columbina talpacoti (Steenduif)
- Geslacht Cryptophaps
  - Cryptophaps poecilorrhoa (Notenduif)
- Geslacht Didunculus
  - Didunculus strigirostris (Tandduif)
- Geslacht Drepanoptila
  - Drepanoptila holosericea (Zijden jufferduif)
- Geslacht Ducula
  - Ducula aenea (Groene muskaatduif)
  - Ducula aurorae (Tahitiaanse muskaatduif)
  - Ducula badia (Indische muskaatduif)
  - Ducula bakeri (Bakers muskaatduif)
  - Ducula basilica (Molukse muskaatduif)
  - Ducula bicolor (Bonte muskaatduif)
  - Ducula brenchleyi (Brenchleys muskaatduif)
  - Ducula carola (Hoefijzermuskaatduif)
  - Ducula chalconota (Bronsrugmuskaatduif)
  - Ducula cineracea (Timorese muskaatduif)
  - Ducula concinna (Grijze muskaatduif)
  - Ducula finschii (Finsch' muskaatduif)
  - Ducula forsteni (Celebesmuskaatduif)
  - Ducula galeata (Markiezenmuskaatduif)
  - Ducula goliath (Reuzenmuskaatduif)
  - Ducula lacernulata (Javaanse muskaatduif)
  - Ducula latrans (Peales muskaatduif)
  - Ducula luctuosa (Celebesmuskaatduif)
  - Ducula melanochroa (Zwarte muskaatduif)
  - Ducula mindorensis (Mindoro-muskaatduif)
  - Ducula mullerii (Zwartkraagmuskaatduif)
  - Ducula myristicivora (Zwartknobbelmuskaatduif)
  - Ducula neglecta
  - Ducula nicobarica
  - Ducula oceanica (Micronesische muskaatduif)
  - Ducula pacifica (Pacifische muskaatduif)
  - Ducula perspicillata (Brilmuskaatduif)
  - Ducula pickeringii (Pickerings muskaatduif)
  - Ducula pinon (Pinonmuskaatduif)
  - Ducula pistrinaria (Koningmuskaatduif)
  - Ducula poliocephala (Filipijnse muskaatduif)
  - Ducula radiata (Kleine muskaatduif)
  - Ducula rosacea (Roze muskaatduif)
  - Ducula rubricera (Roodknobbelmuskaatduif)
  - Ducula rufigaster (Rode muskaatduif)
  - Ducula spilorrhoa (Australische muskaatduif)
  - Ducula subflavescens (Gele muskaatduif)
  - Ducula whartoni (Whartons muskaatduif)
  - Ducula zoeae (Halsbandmuskaatduif)
- Geslacht Ectopistes
  - Ectopistes migratorius (Trekduif)  †
- Geslacht Gallicolumba
  - Gallicolumba beccarii (Beckari's patrijsduif)
  - Gallicolumba canifrons (Palau-patrijsduif)
  - Gallicolumba crinigera (Barletts dolksteekduif)
  - Gallicolumba erythroptera (Tahitiaanse patrijsduif)
  - Gallicolumba hoedtii (Hoedts patrijsduif)
  - Gallicolumba jobiensis (Witborstpatrijsduif)
  - Gallicolumba keayi (Negrosdolksteekduif)
  - Gallicolumba kubaryi (Carolinenpatrijsduif)
  - Gallicolumba luzonica (Dolksteekduif)
  - Gallicolumba menagei (Tawitawidolksteekduif)
  - Gallicolumba platenae (Mindorodolksteekduif)
  - Gallicolumba rubescens (Markiezenpatrijsduif)
  - Gallicolumba rufigula (Geelhartparadijsduif)
  - Gallicolumba salamonis (Diksnavelpatrijstortel)
  - Gallicolumba sanctaecrucis (Santa cruz patrijsduif)
  - Gallicolumba stairi (Stairs patrijsduif)
  - Gallicolumba tristigmata (Sulawesi-patrijsduif)
  - Gallicolumba xanthonura (Marianenpatrijsduif)
- Geslacht Geopelia
  - Geopelia cuneata (Diamantduif)
  - Geopelia humeralis (Roodnekzebraduif)
  - Geopelia maugei (Temmincks zebraduif)
  - Geopelia placida (Gouls zebraduif)
  - Geopelia striata (Zebraduif)
- Geslacht Geophaps
  - Geophaps plumifera (Spinifexduif)
  - Geophaps scripta (Bonte kwartelduif)
  - Geophaps smithii (Naaktoogkwartelduif)
- Geslacht Geotrygon
  - Geotrygon albifacies (Witgezichtkwartelduif)
  - Geotrygon caniceps (Grijskopkwartelduif)
  - Geotrygon carrikeri (Carrikers kwartelduif)
  - Geotrygon chiriquensis (Chiriquikwartelduif)
  - Geotrygon chrysia (Cubaanse kwartelduif)
  - Geotrygon costaricensis (Costa Ricaanse kwartelduif)
  - Geotrygon frenata (Teugelkwartelduif)
  - Geotrygon goldmani (Goldmans kwartelduif)
  - Geotrygon lawrencii (Lawrence' kwartelduif)
  - Geotrygon leucometopia
  - Geotrygon linearis (Bruine kwartelduif)
  - Geotrygon montana (Bergkwartelduif)
  - Geotrygon mystacea (Grote kwartelduif)
  - Geotrygon purpurata
  - Geotrygon saphirina (Saffierkwartelduif)
  - Geotrygon veraguensis (Veragua-kwartelduif)
  - Geotrygon versicolor (Kuifkwartelduif)
  - Geotrygon violacea (Bisschopskwartelduif)
- Geslacht Goura
  - Goura cristata (Kroonduif)
  - Goura scheepmakeri (Scheepmakers kroonduif)
  - Goura victoria (Waaierduif)
- Geslacht Gymnophaps
  - Gymnophaps albertisii (Nieuw-Guinese bergduif)
  - Gymnophaps mada (Molukse bergduif)
  - Gymnophaps solomonensis (Salomoneilandse bergduif)
  - Gymnophaps stalkeri
- Geslacht Hemiphaga
  - Hemiphaga chathamensis
  - Hemiphaga novaeseelandiae (Nieuw-Zeelandse duif)
- Geslacht Henicophaps
  - Henicophaps albifrons (Zwarte bronsvleugelduif)
  - Henicophaps foersteri (New britainbronsvleugelduif)
- Geslacht Leptotila
  - Leptotila battyi (Bruinrugduif)
  - Leptotila cassinii (Cassins duif)
  - Leptotila conoveri (Tolima-duif)
  - Leptotila jamaicensis (Witbuikduif)
  - Leptotila megalura (Witwangduif)
  - Leptotila ochraceiventris (Geelbuikduif)
  - Leptotila pallida (Vale duif)
  - Leptotila plumbeiceps (Grijskopduif)
  - Leptotila rufaxilla (Grijskruinduif)
  - Leptotila verreauxi (Verreaux' duif)
  - Leptotila wellsi (Grenadaduif)
- Geslacht Leucosarcia
  - Leucosarcia melanoleuca (Wonga-duif)
- Geslacht Lopholaimus
  - Lopholaimus antarcticus (Knoedelduif)
- Geslacht Macropygia
  - Macropygia amboinensis (Tortelkoekoeksduif)
  - Macropygia emiliana (Bruine koekoeksduif)
  - Macropygia mackinlayi (Mackinlays koekoeksduif)
  - Macropygia magna (Grote koekoeksduif)
  - Macropygia nigrirostris (Kleine gestreepte koekoeksduif)
  - Macropygia phasianella (Australische koekoeksduif)
  - Macropygia ruficeps (Kleine koekoeksduif)
  - Macropygia rufipennis (Andamankoekoeksduif)
  - Macropygia tenuirostris (Enggago-koekoeksduif)
  - Macropygia unchall (Gestreepte koekoeksduif)
- Geslacht Metriopelia
  - Metriopelia aymara (Bronsvleugelpunaduif)
  - Metriopelia ceciliae (Naaktoogpunaduif)
  - Metriopelia melanoptera (Grote punaduif)
  - Metriopelia morenoi (Moreno's punaduif)
- Geslacht Microgaura †
  - Macrogaura meeki (Salomonseilandse kroonduif)  †
- Geslacht Nesoenas
  - Nesoenas mayeri (Mauritiusduif)
  - Nesoenas picturata (Madagaskartortel)
- Geslacht Ocyphaps
  - Ocyphaps lophotes (Spitskuifduif)
- Geslacht Oena
  - Oena capensis (Maskerduif)
- Geslacht Otidiphaps
  - Otidiphaps nobilis (Fazantduif)
- Geslacht Patagioenas
  - Patagioenas araucana (Chileense duif)
  - Patagioenas caribaea (Jamaicaduif)
  - Patagioenas cayennensis (Rosse duif)
  - Patagioenas corensis (Naaktoogduif)
  - Patagioenas fasciata (Bandstaartduif)
  - Patagioenas flavirostris (Roodsnavelduif)
  - Patagioenas goodsoni (Goodsons duif)
  - Patagioenas inornata (Wijnrode duif)
  - Patagioenas leucocephala (Witkapduif)
  - Patagioenas maculosa (Vlekduif)
  - Patagioenas nigrirostris (Kortsnavelduif)
  - Patagioenas oenops (Salvins duif)
  - Patagioenas picazuro (Picazuroduif)
  - Patagioenas plumbea (Loodgrijze duif)
  - Patagioenas speciosa (Geschubde duif)
  - Patagioenas squamosa (Roodhalsduif)
  - Patagioenas subvinacea (Purperduif)
- Geslacht Petrophassa
  - Petrophassa albipennis (Witvleugelkwartelduif)
  - Petrophassa rufipennis (Roodvleugelkwartelduif)
- Geslacht Phapitreron
  - Phapitreron amethystinus (Grote bruine vruchtduif)
  - Phapitreron brunneiceps
  - Phapitreron cinereiceps (Zwartoorvruchtenduif)
  - Phapitreron leucotis (Kleine bruine vruchtduif)
- Geslacht Phaps
  - Phaps chalcoptera (Bronsvleugelduif)
  - Phaps elegans (Struikbronsvleugelduif)
  - Phaps histrionica (Harlekijnduif)
- Geslacht Ptilinopus
  - Ptilinopus arcanus (Ripleys jufferduif)
  - Ptilinopus aurantiifrons (Goudvoorhoofdjufferduif)
  - Ptilinopus bernsteinii (Prachtjufferduif)
  - Ptilinopus chalcurus (Makateajufferduif)
  - Ptilinopus cinctus (Gordeljufferduif)
  - Ptilinopus coralensis (Atoljufferduif)
  - Ptilinopus coronulatus (Lilakapjufferduif)
  - Ptilinopus dohertyi (Roodnekjufferduif)
  - Ptilinopus dupetithouarsii (Witkapjufferduif)
  - Ptilinopus eugeniae (Witkopjufferduif)
  - Ptilinopus fischeri (Fischers jufferduif)
  - Ptilinopus granulifrons (Obi-jufferduif)
  - Ptilinopus greyi (Greys jufferduif)
  - Ptilinopus huttoni (Rapa-jufferduif)
  - Ptilinopus hyogastrus (Grijskopjufferduif)
  - Ptilinopus insolitus (Knobbeljufferduif)
  - Ptilinopus insularis (Henderson-eiland-jufferduif)
  - Ptilinopus iozonus (Oranjebuikjufferduif)
  - Ptilinopus jambu (Jambu-jufferduif)
  - Ptilinopus layardi (Geelkopjufferduif)
  - Ptilinopus leclancheri (Leclanchers jufferduif)
  - Ptilinopus luteovirens (Gele jufferduif)
  - Ptilinopus magnificus (Wompoe-jufferduif)
  - Ptilinopus marchei (Marche' jufferduif)
  - Ptilinopus melanospilus (Zwartnekjufferduif)
  - Ptilinopus mercierii (Roosbaardjufferduif)
  - Ptilinopus merrilli (Merrills jufferduif)
  - Ptilinopus monacha (Halmahera-jufferduif)
  - Ptilinopus nanus (Dwergjufferduif)
  - Ptilinopus occipitalis (Geelborstjufferduif)
  - Ptilinopus ornatus (Schlegels jufferduif)
  - Ptilinopus pelewensis (Palau-jufferduif)
  - Ptilinopus perlatus (Pareljufferduif)
  - Ptilinopus perousii (Regenboogjufferduif)
  - Ptilinopus porphyraceus (Purperkapjufferduif)
  - Ptilinopus porphyreus (Roodhalsjufferduif)
  - Ptilinopus pulchellus (Temmincks jufferduif)
  - Ptilinopus purpuratus (Tahitiaanse jufferduif)
  - Ptilinopus rarotongensis (Rarotonga-jufferduif)
  - Ptilinopus regina (Swainsons jufferduif)
  - Ptilinopus richardsii (Richards jufferduif)
  - Ptilinopus rivoli (Witbefkufferduif)
  - Ptilinopus roseicapilla (Marianenjufferduif)
  - Ptilinopus solomonensis (Geelbefjufferduif)
  - Ptilinopus subgularis (Zwartkinjufferduif)
  - Ptilinopus superbus (Kleine prachtjufferduif)
  - Ptilinopus tannensis (Vanuatu-jufferduif)
  - Ptilinopus victor (Oranje jufferduif)
  - Ptilinopus viridis (Roodbefjufferduif)
  - Ptilinopus wallacii (Wallace' jufferduif)
- Geslacht Reinwardtoena
  - Reinwardtoena browni (Browns langstaartduif)
  - Reinwardtoena crassirostris (Gekuifde langstaartduif)
  - Reinwardtoena reinwardtii (Reinwardts langstaartduif)
- Geslacht Starnoenas
  - Starnoenas cyanocephala (Blauwkopkwartelduif)
- Geslacht Spilopelia
  - Spilopelia chinensis (Parelhalstortel)
  - Spilopelia senegalensis (Palmtortel)
- Geslacht Streptopelia
  - Streptopelia bitorquata (Javaanse tortel)
  - Streptopelia capicola (Kaapse tortel)
  - Streptopelia decaocto (Turkse tortel)
  - Streptopelia decipiens (Treurtortel)
  - Streptopelia hypopyrrha (Adamawa-tortel)
  - Streptopelia lugens (Rouwtortel)
  - Streptopelia orientalis (Oosterse tortel)
  - Streptopelia reichenowi (Witvleugeltortel)
  - Streptopelia risoria (Izabeltortel) (Gedomesticeerde vorm: lachduif)
  - Streptopelia semitorquata (Roodoogtortel)
  - Streptopelia tranquebarica (Rode tortel)
  - Streptopelia turtur (Zomertortel)
  - Streptopelia vinacea (Wijntortel)
- Geslacht Treron
  - Treron affinis
  - Treron apicauda (Spitsstaartpapegaaiduif)
  - Treron aromaticus
  - Treron australis (Madagascarpapegaaiduif)
  - Treron axillaris
  - Treron bicinctus (Oranjeborstpapegaaiduif)
  - Treron calvus (Afrikaanse papegaaiduif)
  - Treron capellei (Grote papegaaiduif)
  - Treron chloropterus
  - Treron curvirostra (Dikbekpapegaaiduif)
  - Treron floris (Florespapegaaiduif)
  - Treron formosae (Formosa-papegaaiduif)
  - Treron fulvicollis (Waglers papegaaiduif)
  - Treron griseicauda (Bonapartes papegaaiduif)
  - Treron griveaudi
  - Treron olax (Kleine papegaaiduif)
  - Treron oxyurus (Sumatraanse papegaaiduif)
  - Treron pembaensis (Pembapapegaaiduif)
  - Treron phayrei
  - Treron phoenicopterus (Geelpoot groene vruchtenduif)
  - Treron pompadora (Pompadourpapegaaiduif)
  - Treron psittaceus (Timorpapegaaiduif)
  - Treron sanctithomae (Santomese papegaaiduif)
  - Treron seimundi (Seimunds papegaaiduif)
  - Treron sieboldii (Japanse papegaaiduif)
  - Treron sphenurus (Wigstaartpapegaaiduif)
  - Treron teysmannii (Soemba-papegaaiduif)
  - Treron vernans (Maleise papegaaiduif)
  - Treron waalia (Waalia-duif)
- Geslacht Trugon
  - Trugon terrestris (Grijze grondduif)
- Geslacht Turacoena
  - Turacoena manadensis (Witmaskerduif)
  - Turacoena modesta (Timorese zwarte duif)
- Geslacht Turtur
  - Turtur abyssinicus (Zwartsnavelduif)
  - Turtur afer (Staalvlekduif)
  - Turtur brehmeri (Brehmers duif)
  - Turtur chalcospilos (Smaragdvlekduif)
  - Turtur tympanistria (Tamboerijnduif)
- Geslacht Uropelia
  - Uropelia campestris (Camposduif)
- Geslacht Zenaida
  - Zenaida asiatica (Witvleugeltreurduif)
  - Zenaida auriculata (Geoorde treurduif)
  - Zenaida aurita (Antilliaanse treurduif)
  - Zenaida galapagoensis (Galapagos-treurduif)
  - Zenaida graysoni (Socorrotreurduif)
  - Zenaida macroura (Treurduif)
  - Zenaida meloda

## Orde Pteroclidiformes (Zandhoenders)

### Familie Pteroclididae (Zandhoenders)
- Geslacht Pterocles
  - Pterocles alchata (Witbuikzandhoen)
  - Pterocles bicinctus (Dubbelbandzandhoen)
  - Pterocles burchelli (Bont zandhoen)
  - Pterocles coronatus (Kroonzandhoen)
  - Pterocles decoratus (Maskerzandhoen)
  - Pterocles exustus (Roodbuikzandhoen)
  - Pterocles gutturalis (Geelkeelzandhoen)
  - Pterocles indicus (Indisch zandhoen)
  - Pterocles lichtensteinii (Lichtensteins zandhoen)
  - Pterocles namaqua (Namaqua-zandhoen)
  - Pterocles orientalis (Zwartbuikzandhoen)
  - Pterocles personatus (Madagaskarzandhoen)
  - Pterocles quadricinctus (Vierbandzandhoen)
  - Pterocles senegallus (Sahelzandhoen)
- Geslacht Syrrhaptes
  - Syrrhaptes paradoxus (Steppehoen)
  - Syrrhaptes tibetanus (Tibetaans steppehoen)

## Orde Phaethontiformes (Keerkringvogels)

### Familie Phaethontidae (Keerkringvogels)
- Geslacht Phaethon
  - Phaethon aethereus (Roodsnavelkeerkringvogel)
  - Phaethon lepturus (Witstaartkeerkringvogel)
  - Phaethon rubricauda (Roodstaartkeerkringvogel)

## Orde Apodiformes (Gierzwaluwachtigen)

### Familie Aegothelidae (Dwergnachtzwaluwen)
- Geslacht Aegotheles
  - Aegotheles affinis
  - Aegotheles albertisi (Bergdwergnachtzwaluw)
  - Aegotheles archboldi (Archbolds dwergnachtzwaluw)
  - Aegotheles bennettii (Bennetts dwergnachtzwaluw)
  - Aegotheles crinifrons (Molukse dwergnachtzwaluw)
  - Aegotheles cristatus (Australische dwergnachtzwaluw)
  - Aegotheles insignis (Dwergnachtzwaluw)
  - Aegotheles novaezealandiae (Nieuw-Zeelandse dwergnachtzwaluw)  †
  - Aegotheles savesi (Nieuw-Caledonische dwergnachtzwaluw)
  - Aegotheles tatei (Sternachtzwaluw)
  - Aegotheles wallacii (Wallace' dwergnachtzwaluw)

### Familie Apodidae (Gierzwaluwen)
- Geslacht Aerodramus
  - Aerodramus bartschi (Marianensalangaan)
  - Aerodramus brevirostris (Himalaja-salangaan)
  - Aerodramus ceramensis
  - Aerodramus elaphrus (Seychellensalangaan)
  - Aerodramus francicus (Mauritiussalangaan)
  - Aerodramus fuciphagus (Eetbaar-nestsalangaan)
  - Aerodramus germani (Oustalets salangaan)
  - Aerodramus hirundinaceus (Bergsalangaan)
  - Aerodramus infuscatus (Molukse salangaan)
  - Aerodramus inquietus (Carolinensalangaan)
  - Aerodramus leucophaeus (Tahiti-salangaan)
  - Aerodramus maximus (Zwart-nestsalangaan)
  - Aerodramus mearnsi (Bruinstuitsalangaan)
  - Aerodramus nuditarsus (Naaktpootsalangaan)
  - Aerodramus ocistus (Markiezensalangaan)
  - Aerodramus orientalis (Salomoneilandse salangaan)
  - Aerodramus papuensis (Drieteensalangaan)
  - Aerodramus pelewensis (Palausalangaan)
  - Aerodramus salangana (Mos-nestsalangaan)
  - Aerodramus sawtelli (Atiu-salangaan)
  - Aerodramus sororum
  - Aerodramus spodiopygius (Witstuitsalangaan)
  - Aerodramus terraereginae
  - Aerodramus unicolor (Malabarsalangaan)
  - Aerodramus vanikorensis (Grijze salangaan)
  - Aerodramus vulcanorum (Vulkaansalangaan)
  - Aerodramus whiteheadi (Whitehead-salangaan)
- Geslacht Aeronautes
  - Aeronautes andecolus (Andesgierzwaluw)
  - Aeronautes montivagus (Kleine andesgierzwaluw)
  - Aeronautes saxatalis (Bonte gierzwaluw)
- Geslacht Apus
  - Apus acuticauda (Zwartruggierzwaluw)
  - Apus affinis (Huisgierzwaluw)
  - Apus alexandri (Kaapverdische gierzwaluw)
  - Apus apus (Gierzwaluw)
  - Apus balstoni (Balstons gierzwaluw)
  - Apus barbatus (Kaapse gierzwaluw)
  - Apus batesi (Bates' gierzwaluw)
  - Apus berliozi (Socotra-gierzwaluw)
  - Apus bradfieldi (Damara-gierzwaluw)
  - Apus caffer (Kaffergierzwaluw)
  - Apus horus (Horusgierzwaluw)
  - Apus niansae (Nyanza-gierzwaluw)
  - Apus nipalensis (Nepalese gierzwaluw)
  - Apus pacificus (Siberische gierzwaluw)
  - Apus pallidus (Vale gierzwaluw)
  - Apus sladeniae (Fernando Po-gierzwaluw)
  - Apus unicolor (Madeira-gierzwaluw)
- Geslacht Chaetura
  - Chaetura brachyura (Kortstaartgierzwaluw)
  - Chaetura chapmani (Chapmans gierzwaluw)
  - Chaetura cinereiventris (Grijsstuitgierzwaluw)
  - Chaetura egregia (Todds gierzwaluw)
  - Chaetura fumosa
  - Chaetura martinica (Martinique-gierzwaluw)
  - Chaetura meridionalis
  - Chaetura pelagica (Schoorsteengierzwaluw)
  - Chaetura spinicaudus (Witbandgierzwaluw)
  - Chaetura vauxi (Vaux' gierzwaluw)
  - Chaetura viridipennis
- Geslacht Collocalia
  - Collocalia esculenta (Witbuikdwergsalangaan)
  - Collocalia linchi (Linchi-dwergsalangaan)
  - Collocalia troglodytes (Gray's dwergsalangaan)
- Geslacht Cypseloides
  - Cypseloides cherriei (Diadeemgierzwaluw)
  - Cypseloides cryptus (Witkingierzwaluw)
  - Cypseloides fumigatus (Rookbruine gierzwaluw)
  - Cypseloides lemosi (Cauca-gierzwaluw)
  - Cypseloides niger (Zwarte gierzwaluw)
  - Cypseloides rothschildi (Rothschilds gierzwaluw)
  - Cypseloides senex (Roetgierzwaluw)
  - Cypseloides storeri (Witvoorhoofdgierzwaluw)
- Geslacht Cypsiurus
  - Cypsiurus balasiensis (Aziatische palmgierzwaluw)
  - Cypsiurus parvus (Afrikaanse palmgierzwaluw)
- Geslacht Hirundapus
  - Hirundapus caudacutus (Stekelstaartgierzwaluw)
  - Hirundapus celebensis (Zwarte stekelstaartgierzwaluw)
  - Hirundapus cochinchinensis (Witbuikstekelstaartgierzwaluw)
  - Hirundapus giganteus (Reuzenstekelstaartgierzwaluw)
- Geslacht Hydrochous
  - Hydrochous gigas (Reuzensalangaan)
- Geslacht Mearnsia
  - Mearnsia novaeguineae (Nieuw-Guinese gierzwaluw)
  - Mearnsia picina (Filipijnse gierzwaluw)
- Geslacht Neafrapus
  - Neafrapus boehmi (Bohms gierzwaluw)
  - Neafrapus cassini (Cassins gierzwaluw)
- Geslacht Panyptila
  - Panyptila cayennensis (Cayenne-gierzwaluw)
  - Panyptila sanctihieronymi (San geronimo-gierzwaluw)
- Geslacht Rhaphidura
  - Rhaphidura leucopygialis (Zilverstuitgierzwaluw)
  - Rhaphidura sabini (Moerasgierzwaluw)
- Geslacht Schoutedenapus
  - Schoutedenapus myoptilus (Shoa-gierzwaluw)
  - Schoutedenapus schoutedeni (Schoutedens gierzwaluw)
- Geslacht Streptoprocne
  - Streptoprocne biscutata (Witschildgierzwaluw)
  - Streptoprocne phelpsi (Tepui-gierzwaluw)
  - Streptoprocne rutila (Bruinkraaggierzwaluw)
  - Streptoprocne semicollaris (Witnekgierzwaluw)
  - Streptoprocne zonaris (Witkraaggierzwaluw)
- Geslacht Tachornis
  - Tachornis furcata (Dwerggierzwaluw)
  - Tachornis phoenicobia (Cubaanse palmgierzwaluw)
  - Tachornis squamata (Braziliaanse palmgierzwaluw)
- Geslacht Tachymarptis
  - Tachymarptis aequatorialis (Geschubde berggierzwaluw)
  - Tachymarptis melba (Alpengierzwaluw)
- Geslacht Telacanthura
  - Telacanthura melanopygia (Ituri-gierzwaluw)
  - Telacanthura ussheri (Boababgierzwaluw)
- Geslacht Zoonavena
  - Zoonavena grandidieri (Madagaskargierzwaluw)
  - Zoonavena sylvatica (Hindoe-gierzwaluw)
  - Zoonavena thomensis (Santomese gierzwaluw)

### Familie Hemiprocnidae (Boomgierzwaluwen)
- Geslacht Hemiprocne
  - Hemiprocne comata (Kleine boomgierzwaluw)
  - Hemiprocne coronata (Gekroonde boomgierzwaluw)
  - Hemiprocne longipennis (Gekuifde boomgierzwaluw)
  - Hemiprocne mystacea (Witsnorboomgierzwaluw)

### Familie Trochilidae (Kolibries)
- Geslacht Abeillia
  - Abeillia abeillei (Smaragdkeelkolibrie)
- Geslacht Adelomyia
  - Adelomyia melanogenys (Zwartoorkolibrie)
- Geslacht Aglaeactis
  - Aglaeactis aliciae (Violetrugglanskolibrie)
  - Aglaeactis castelnaudii (Witpluimglanskolibrie)
  - Aglaeactis cupripennis (Koperglanskolibrie)
  - Aglaeactis pamela (Zwartkruinglanskolibrie)
- Geslacht Aglaiocercus
  - Aglaiocercus berlepschi
  - Aglaiocercus coelestis (Violetstaartnimf)
  - Aglaiocercus kingii (Langstaartnimf)
- Geslacht Amazilia
  - Amazilia amabilis (Blauwbuikamazilia)
  - Amazilia amazilia (Lessons amazilia)
  - Amazilia beryllina (Berylkolibrie)
  - Amazilia boucardi (Mangrove-amazilia)
  - Amazilia brevirostris (Witborstamazilia)
  - Amazilia candida (Witbuikamazilia)
  - Amazilia castaneiventris (Bruinbuikamazilia)
  - Amazilia chionogaster (Sneeuwbuikamazilia)
  - Amazilia cyanifrons (Blauwkapamazilia)
  - Amazilia cyanocephala (Hemelsblauwe amazilia)
  - Amazilia cyanura (Blauwstaartamazilia)
  - Amazilia decora (Pacifische blauwbuikamazilia)
  - Amazilia edward (Edwards amazilia)
  - Amazilia fimbriata (Franje-amazilia)
  - Amazilia franciae (Andesamazilia)
  - Amazilia lactea (Saffieramazilia)
  - Amazilia leucogaster (Gmelins amazilia)
  - Amazilia luciae (Hondurese amazilia)
  - Amazilia rosenbergi (Purperborstamazilia)
  - Amazilia rutila (Kaneelkleurige amazilia)
  - Amazilia saucerrottei (Blauwbuikamazilia)
  - Amazilia tobaci (Koperrugamazilia)
  - Amazilia tzacatl (Roodstaartamazilia)
  - Amazilia versicolor (Regenboogamazilia)
  - Amazilia violiceps (Violetkruinkolibrie)
  - Amazilia viridicauda (Groenwitte amazilia)
  - Amazilia viridifrons (Groenvoorhoofdamazilia)
  - Amazilia viridigaster (Groenbuikamazilia)
  - Amazilia wagneri
  - Amazilia yucatanensis (Yucatanaamazilia)
- Geslacht Androdon
  - Androdon aequatorialis (Tandsnavelkolibrie)
- Geslacht Anopetia
  - Anopetia gounellei (Oranjestuitheremietkolibrie)
- Geslacht Anthocephala
  - Anthocephala floriceps (Bloemkroonkolibrie)
- Geslacht Anthracothorax
  - Anthracothorax dominicus (Dominicaanse mango)
  - Anthracothorax mango (Jamaicaanse mango)
  - Anthracothorax nigricollis (Zwartkeelmango)
  - Anthracothorax prevostii (Groenborstmango)
  - Anthracothorax veraguensis (Veragua-mango)
  - Anthracothorax viridigula (Groenkeelmango)
  - Anthracothorax viridis (Groene mango)
- Geslacht Aphantochroa
  - Aphantochroa cirrochloris (Sombere kolibrie)
- Geslacht Archilochus
  - Archilochus alexandri (Zwartkinkolibrie)
  - Archilochus colubris (Robijnkeelkolibrie)
- Geslacht Atthis
  - Atthis ellioti (Eliots kolibrie)
  - Atthis heloisa (Hommelkolibrie)
- Geslacht Augastes
  - Augastes lumachella (Groenbuikvizierkolibrie)
  - Augastes scutatus (Blauwbuikvizierkolibrie)
- Geslacht Avocettula
  - Avocettula recurvirostris (Vuurstaartkluutkolibrie)
- Geslacht Basilinna
  - Basilinna leucotis (Witoorsaffierkolibrie)
  - Basilinna xantusii (Cactuskolibrie)
- Geslacht Boissonneaua
  - Boissonneaua flavescens (Bruinstaarthoornkolibrie)
  - Boissonneaua jardini (Witstaarthoornkolibrie)
  - Boissonneaua matthewsii (Matthews hoornkolibrie)
- Geslacht Calliphlox
  - Calliphlox amethystina (Amethistboself)
  - Calliphlox bryantae (Costa Ricaanse boself)
  - Calliphlox evelynae (Bahama-boself)
  - Calliphlox mitchellii (Paarskeelboself)
- Geslacht Calothorax
  - Calothorax lucifer (Luciferkolibrie)
  - Calothorax pulcher (Prachtkolibrie)
- Geslacht Calypte
  - Calypte anna (Anna's kolibrie)
  - Calypte costae (Costa's kolibrie)
- Geslacht Campylopterus
  - Campylopterus curvipennis (Wigstaartsabelvleugel)
  - Campylopterus duidae (Tepui-sabelvleugel)
  - Campylopterus ensipennis (Witstaartsabelvleugel)
  - Campylopterus excellens (Langstaartsabelvleugel)
  - Campylopterus falcatus (Blauwbuiksabelvleugel)
  - Campylopterus hemileucurus (Violette sabelvleugel)
  - Campylopterus hyperythrus (Roodborstsabelvleugel)
  - Campylopterus largipennis (Grijsborstsabelvleugel)
  - Campylopterus phainopeplus (Santa marta-sabelvleugel)
  - Campylopterus rufus (Rode sabelvleugel)
  - Campylopterus villaviscensio (Napo-sabelvleugel)
- Geslacht Chaetocercus
  - Chaetocercus astreans (Columbiaanse boself)
  - Chaetocercus berlepschi (Esmeralda's boself)
  - Chaetocercus bombus (Kleine boself)
  - Chaetocercus heliodor (Zonneboself)
  - Chaetocercus jourdanii (Jourdans boself)
  - Chaetocercus mulsant (Witbuikboself)
- Geslacht Chalcostigma
  - Chalcostigma herrani (Regenboogdoornsnavel)
  - Chalcostigma heteropogon (Bronsstaartdoornsnavel)
  - Chalcostigma olivaceum (Olijfkleurige doornsnavel)
  - Chalcostigma ruficeps (Roodkruindoornsnavel)
  - Chalcostigma stanleyi (Blauwmanteldoornsnavel)
- Geslacht Chalybura
  - Chalybura buffonii (Buffons pluimkolibrie)
  - Chalybura urochrysia (Bronsstaartpluimkolibrie)
- Geslacht Chlorestes
  - Chlorestes notata (Blauwkeelsaffierkolibrie)
- Geslacht Chlorostilbon
  - Chlorostilbon alice (Groenstaartsmaragdkolibrie)
  - Chlorostilbon assimilis (Tuinsmaragdkolibrie)
  - Chlorostilbon aureoventris (Goudbuiksmaragdkolibrie)
  - Chlorostilbon auriceps (Vorkstaartsmaragdkolibrie)
  - Chlorostilbon canivetii (Vorkstaartsmaragdkolibrie)
  - Chlorostilbon forficatus
  - Chlorostilbon gibsoni (Roodsnavelsmaragdkolibrie)
  - Chlorostilbon maugaeus (Puerto rico-smaragdkolibrie)
  - Chlorostilbon melanorhynchus
  - Chlorostilbon mellisugus (Blauwstaartsmaragdkolibrie)
  - Chlorostilbon olivaresi
  - Chlorostilbon poortmani (Kortstaartsmaragdkolibrie)
  - Chlorostilbon ricordii (Cubaanse smaragdkolibrie)
  - Chlorostilbon russatus (Koperkleurige smaragdkolibrie)
  - Chlorostilbon stenurus (Smalstaartsmaragdkolibrie)
  - Chlorostilbon swainsonii (Swainsons smaragdkolibrie)
- Geslacht Chrysolampis
  - Chrysolampis mosquitus (Muskietkolibrie)
- Geslacht Chrysuronia
  - Chrysuronia oenone (Bronsstaartsaffierkolibrie)
- Geslacht Clytolaema
  - Clytolaema rubricauda (Braziliaanse robijnkolibrie)
- Geslacht Coeligena
  - Coeligena bonapartei (Goudbuikinkekolibrie)
  - Coeligena coeligena (Bronzen inkakolibrie)
  - Coeligena helianthea (Blauwe inkakolibrie)
  - Coeligena iris (Regenbooginkakolibrie)
  - Coeligena lutetiae (Bruinvleugelinkakolibrie)
  - Coeligena orina (Donkere inkakolibrie)
  - Coeligena phalerata (Witstaartinkakolibrie)
  - Coeligena prunellei (Zwarte inkakolibrie)
  - Coeligena torquata (Gekraagde inkakolibrie)
  - Coeligena violifer (Violetkeelkolibrie)
  - Coeligena wilsoni (Bruine inkakolibrie)
- Geslacht Colibri
  - Colibri coruscans (Goulds violetoorkolibrie)
  - Colibri delphinae (Bruine violetoorkolibrie)
  - Colibri serrirostris (Witbuikvioletoorkolibrie)
  - Colibri thalassinus (Groene violetoorkolibrie)
- Geslacht Cyanophaia
  - Cyanophaia bicolor (Tweekleurige kolibrie)
- Geslacht Cynanthus
  - Cynanthus doubledayi
  - Cynanthus latirostris (Breedsnavelkolibrie)
  - Cynanthus sordidus (Bruinkopkolibrie)
- Geslacht Damophila
  - Damophila julie (Paarsbuikkolibrie)
- Geslacht Discosura
  - Discosura conversii (Groene draadkolibrie)
  - Discosura langsdorffi (Zwartbuikdraadkolibrie)
  - Discosura letitiae (Koperen draadkolibrie)
  - Discosura longicaudus (Vlagstaartkolibrie)
  - Discosura popelairii (Gekuifde draadkolibrie)
- Geslacht Doricha
  - Doricha eliza (Mexicaanse schaarstaartkolibri)
  - Doricha enicura (Kleine schaarstaartkolibrie)
- Geslacht Doryfera
  - Doryfera johannae (Blauwvoorhoofdlancetkolibrie)
  - Doryfera ludovicae (Groenvoorhoofdlancetkolibrie)
- Geslacht Elvira
  - Elvira chionura (Witstaartsmaragdkolibrie)
  - Elvira cupreiceps (Koperkopsmaragdkolobrie)
- Geslacht Ensifera
  - Ensifera ensifera (Zwaardkolibrie)
- Geslacht Eriocnemis
  - Eriocnemis alinae (Smaragdbuikpluimbroekje)
  - Eriocnemis cupreoventris (Koperbuikpluimbroekje)
  - Eriocnemis derbyi (Zwartflankpluimbroekje)
  - Eriocnemis glaucopoides (Blauwkruinpluimbroekje)
  - Eriocnemis godini (Turkoois pluimbroekje)
  - Eriocnemis isabellae
  - Eriocnemis luciani (Saffierpluimbroekje)
  - Eriocnemis mirabilis (Witoorpluimbroekje)
  - Eriocnemis mosquera (Goudbuikpluimbroekje)
  - Eriocnemis nigrivestis (Zwartborstpluimbroekje)
  - Eriocnemis vestita (Groen pluimbroekje)
- Geslacht Eugenes
  - Eugenes fulgens (Rivoli's kolibrie)
- Geslacht Eulampis
  - Eulampis holosericeus (Groenkeelkolibrie)
  - Eulampis jugularis (Granaatkolibrie)
- Geslacht Eulidia
  - Eulidia yarrellii (Chileense boself)
- Geslacht Eupetomena
  - Eupetomena macroura (Zwaluwstaartkolibrie)
- Geslacht Eupherusa
  - Eupherusa cyanophrys (Oaxaca-kolibrie)
  - Eupherusa eximia (Streepstaartkolibrie)
  - Eupherusa nigriventris (Zwartbuikkolibrie)
  - Eupherusa poliocerca (Witstaartkolibrie)
- Geslacht Eutoxeres
  - Eutoxeres aquila (Haaksnavelkolibrie)
  - Eutoxeres condamini (Roodstaarthaaksnavelkolibrie)
- Geslacht Florisuga
  - Florisuga fusca (Rouwkolibrie)
  - Florisuga mellivora (Witnekkolibrie)
- Geslacht Glaucis
  - Glaucis aeneus (Bronzen heremietkolibrie)
  - Glaucis dohrnii (Bronsstaartheremietkolibrie)
  - Glaucis hirsutus (Grzimeks baardkolibrie)
- Geslacht Goethalsia
  - Goethalsia bella (Roodwangkolibrie)
- Geslacht Goldmania
  - Goldmania violiceps (Violetkapkolibrie)
- Geslacht Haplophaedia
  - Haplophaedia assimilis
  - Haplophaedia aureliae (Aurelia-pluimbroekje)
  - Haplophaedia lugens (Geschubd pluimbroekje)
- Geslacht Heliactin
  - Heliactin bilophus (Zonnestraalkolibrie)
- Geslacht Heliangelus
  - Heliangelus amethysticollis (Amethistzonnekolibrie)
  - Heliangelus exortis (Toermalijnzonnekolibrie)
  - Heliangelus mavors (Oranjekeelzonnekolibrie)
  - Heliangelus micraster (Zonnekolibrie)
  - Heliangelus regalis (Peruaanse zonnekolibrie)
  - Heliangelus strophianus (Gekraagde zonnekolibrie)
  - Heliangelus viola (Violetkeelzonnekolibrie)
  - Heliangelus zusii
- Geslacht Heliodoxa
  - Heliodoxa aurescens (Goulds juweelkolibrie)
  - Heliodoxa branickii (Roodvleugelbriljantkolibrie)
  - Heliodoxa gularis (Rozekeelbriljantkolibrie)
  - Heliodoxa imperatrix (Keizerinbriljantkolibrie)
  - Heliodoxa jacula (Groenkruinbriljantkolibrie)
  - Heliodoxa leadbeateri (Violetborstbriljantkolibrie)
  - Heliodoxa rubinoides (Bruinborstbriljantkolibrie)
  - Heliodoxa schreibersii (Zwartkeelbriljantkolibrie)
  - Heliodoxa xanthogonys (Tepui-briljantkolibrie)
- Geslacht Heliomaster
  - Heliomaster constantii (Vonkkeelkolibrie)
  - Heliomaster furcifer (Roodvlaksterkeelkolibrie)
  - Heliomaster longirostris (Langsnavelsterkeelkolibrie)
  - Heliomaster squamosus (Gestreepte sterkeelkolibrie)
- Geslacht Heliothryx
  - Heliothryx auritus (Zwartoorfeeunkolibrie)
  - Heliothryx barroti (Paarskopfeeunkolibrie)
- Geslacht Hylocharis
  - Hylocharis chrysura (Gouden saffierkolibrie)
  - Hylocharis cyanus (Witkinsaffierkolibrie)
  - Hylocharis eliciae (Goudstaartsaffierkolibrie)
  - Hylocharis grayi (Blauwkopsaffierkolibrie)
  - Hylocharis humboldtii
  - Hylocharis sapphirina (Roodkeelsaffierkolibrie)
- Geslacht Hylonympha
  - Hylonympha macrocerca (Bosnimfkolibrie)
- Geslacht Klais
  - Klais guimeti (Paarskopkolibrie)
- Geslacht Lafresnaya
  - Lafresnaya lafresnayi (Draadvleugelkolibrie)
- Geslacht Lampornis
  - Lampornis amethystinus (Groene juweelkolibrie)
  - Lampornis calolaemus (Purperkeeljuweelkolibrie)
  - Lampornis castaneoventris (Roodbuikjuweelkolibrie)
  - Lampornis cinereicauda (Grijsstaartjuweelkolibrie)
  - Lampornis clemenciae (Blauwkeeljuweelkolibrie)
  - Lampornis hemileucus (Witbuikjuweelkolibrie)
  - Lampornis sybillae (Groenbuikjuweelkolibrie)
  - Lampornis viridipallens (Groenkeeljuweelkolibrie)
- Geslacht Lamprolaima
  - Lamprolaima rhami (Smukkolibrie)
- Geslacht Lepidopyga
  - Lepidopyga coeruleogularis (Saffierkeelkolibrie)
  - Lepidopyga goudoti (Goudotkolibrie)
  - Lepidopyga lilliae (Lilli-kolibrie)
- Geslacht Lesbia
  - Lesbia nuna (Groenstaartkomeetkolibrie)
  - Lesbia victoriae (Zwartstaartkomeetkolibrie)
- Geslacht Leucippus
  - Leucippus baeri (Tumbe's kolibrie)
  - Leucippus chlorocercus (Olijfvlekkolibrie)
  - Leucippus fallax (Bruine kolibrie)
  - Leucippus taczanowskii (Vlekkeelkolibrie)
- Geslacht Leucochloris
  - Leucochloris albicollis (Witkeelkolibrie)
- Geslacht Loddigesia
  - Loddigesia mirabilis (Vlagkolibrie)
- Geslacht Lophornis
  - Lophornis adorabilis (Witkuifkoketkolibrie)
  - Lophornis brachylophus (Kortkuifkoketkolibrie)
  - Lophornis chalybeus (Gepluimde koketkolibrie)
  - Lophornis delattrei (Vuurkuifkoketkolibrie)
  - Lophornis gouldii (Goulds koketkolibrie)
  - Lophornis helenae (Zwartkuifkoketkolibrie)
  - Lophornis magnificus (Gekraagde koketkolibrie)
  - Lophornis ornatus (Gekuifde koketkolibrie)
  - Lophornis pavoninus (Pauwkoketkolibrie)
  - Lophornis stictolophus (Roodkuifkoketkolibrie)
- Geslacht Mellisuga
  - Mellisuga helenae (Bijkolibrie)
  - Mellisuga minima (Dwergkolibrie)
- Geslacht Metallura
  - Metallura aeneocauda (Geschubde glansstaartkolibrie)
  - Metallura baroni (Violetkeelglansstaartkolibrie)
  - Metallura eupogon (Vuurkeelglansstaartkolibrie)
  - Metallura iracunda (Perija-glansstaartkolibrie)
  - Metallura odomae (Neblina-glansstaartkolibrie)
  - Metallura phoebe (Glansstaartkolibrie)
  - Metallura theresiae (Koperglansstaartkolibrie)
  - Metallura tyrianthina (Smaragdglansstaartkolibrie)
  - Metallura williami (Williams glansstaartkolibrie)
- Geslacht Microchera
  - Microchera albocoronata (Witkruinkolibrie)
- Geslacht Microstilbon
  - Microstilbon burmeisteri (Fijnstaartboself)
- Geslacht Myrmia
  - Myrmia micrura (Kortstaartboself)
- Geslacht Myrtis
  - Myrtis fanny (Purperkraagkolibrie)
- Geslacht Ocreatus
  - Ocreatus underwoodii (Vlagstaartpluimbroekje)
- Geslacht Opisthoprora
  - Opisthoprora euryptera (Wipsnavelkolibrie)
- Geslacht Oreonympha
  - Oreonympha nobilis (Bergnimf)
- Geslacht Oreotrochilus
  - Oreotrochilus adela (Wigstaartbergnimf)
  - Oreotrochilus chimborazo (Ecuadoraanse bergnimf)
  - Oreotrochilus estella (Estella-bergnimf)
  - Oreotrochilus leucopleurus (Witflankbergnimf)
  - Oreotrochilus melanogaster (Zwartborstbergnimf)
- Geslacht Orthorhyncus
  - Orthorhyncus cristatus (Antilliaanse kuifkolibrie)
- Geslacht Oxypogon
  - Oxypogon guerinii (Helmkolibrie)
- Geslacht Panterpe
  - Panterpe insignis (Irazu-kolibrie)
- Geslacht Patagona
  - Patagona gigas (Reuzenkolibrie)
- Geslacht Phaeochroa
  - Phaeochroa cuvierii (Schubborstkolibrie)
- Geslacht Phaethornis
  - Phaethornis anthophilus (Bleke heremietkolibrie)
  - Phaethornis atrimentalis (Kleine heremietkolibrie)
  - Phaethornis augusti (Bruinkapkolibrie)
  - Phaethornis bourcieri (Priemsnavelheremietkolibrie)
  - Phaethornis eurynome (Schubkeelheremietkolibrie)
  - Phaethornis griseogularis (Grijskinheremietkolibrie)
  - Phaethornis guy (Groen heremietkolibrie)
  - Phaethornis hispidus (Witbaardheremietkolibrie)
  - Phaethornis idaliae (Dwergheremietkolibrie)
  - Phaethornis koepckeae (Koepcke's heremietkolibrie)
  - Phaethornis longirostris
  - Phaethornis longuemareus (Kleine heremietkolibrie)
  - Phaethornis malaris (Langsnavelheremietkolibrie)
  - Phaethornis nattereri (Natterers heremietkolibrie)
  - Phaethornis philippii (Naaldsnavelheremietkolibrie)
  - Phaethornis pretrei (Brilheremietkolibrie)
  - Phaethornis ruber (Rode heremietkolibrie)
  - Phaethornis rupurumii
  - Phaethornis squalidus (Bruinkeelheremietkolibrie)
  - Phaethornis striigularis
  - Phaethornis stuarti (Wenkbrauwheremietkolibrie)
  - Phaethornis subochraceus (Bruinbuikheremietkolibrie)
  - Phaethornis superciliosus (Langstaartheremietkolibrie)
  - Phaethornis syrmatophorus (Taankleurige heremietkolibrie)
  - Phaethornis yaruqui (Witsnorheremietkolibrie)
- Geslacht Phlogophilus
  - Phlogophilus harterti (Peruaanse eksterstaart)
  - Phlogophilus hemileucurus (Ecuadoraanse eksterstaart)
- Geslacht Polyonymus
  - Polyonymus caroli (Bronsstaartkomeetkolibrie)
- Geslacht Polytmus
  - Polytmus guainumbi (Witstaartgoudkeelkolibrie)
  - Polytmus milleri (Tepui-goudkeelkolibrie)
  - Polytmus theresiae (Groenstaartgoudkeelkolibrie)
- Geslacht Pterophanes
  - Pterophanes cyanopterus (Saffiervleugelkolibrie)
- Geslacht Ramphodon
  - Ramphodon naevius (Zaagsnavelheremietkolibrie)
- Geslacht Ramphomicron
  - Ramphomicron dorsale (Zwartrugdoornsnavel)
  - Ramphomicron microrhynchum (Purperrugdoornsnavel)
- Geslacht Rhodopis
  - Rhodopis vesper (Atacama-kolibrie)
- Geslacht Sappho
  - Sappho sparganura (Sappho-komeetkolibrie)
- Geslacht Schistes
  - Schistes geoffroyi (Wigsnavelkolibrie)
- Geslacht Selasphorus
  - Selasphorus ardens (Gloeikeelkolibrie)
  - Selasphorus flammula (Vulkaankolibrie)
  - Selasphorus platycercus (Breedstaartkolibrie)
  - Selasphorus rufus (Rosse kolibrie)
  - Selasphorus sasin (Allens kolibrie)
  - Selasphorus scintilla (Fonkelende kolibrie)
- Geslacht Sephanoides
  - Sephanoides fernandensis (Juan fernandez-kolibrie)
  - Sephanoides sephanoides (Vuurkroonkolibrie)
- Geslacht Stellula
  - Stellula calliope (Calliope-kolibrie)
- Geslacht Stephanoxis
  - Stephanoxis lalandi (Zwartborstkoketkolibrie)
- Geslacht Sternoclyta
  - Sternoclyta cyanopectus (Paarsborstkolibrie)
- Geslacht Taphrolesbia
  - Taphrolesbia griseiventris (Grijsbuikkomeetkolibrie)
- Geslacht Taphrospilus
  - Taphrospilus hypostictus (Druppelkolibrie)
- Geslacht Thalurania
  - Thalurania colombica (Kroonbosnimf)
  - Thalurania furcata (Vorkstaartbosnimf)
  - Thalurania glaucopis (Violetkapbosnimf)
  - Thalurania ridgwayi (Mexicaanse bosnimf)
  - Thalurania watertonii (Langstaartbosnimf)
- Geslacht Thaumastura
  - Thaumastura cora (Peruaanse schaarstaartkolibrie)
- Geslacht Threnetes
  - Threnetes leucurus (Zwartkeelbaardkolibrie)
  - Threnetes niger (Beroete baardkolibrie)
  - Threnetes ruckeri (Bandstaartbaardkolibrie)
- Geslacht Tilmatura
  - Tilmatura dupontii (Duponts kolibrie)
- Geslacht Topaza
  - Topaza pella (Topaaskolibrie)
  - Topaza pyra (Vuurtopaaskolibrie)
- Geslacht Trochilus
  - Trochilus polytmus (Wimpelstaartkolibrie)
  - Trochilus scitulus (Oostelijke wimpelstaartkolibri)
- Geslacht Urochroa
  - Urochroa bougueri (Witstaartbergnimf)
- Geslacht Urosticte
  - Urosticte benjamini (Wittipkolibrie)
  - Urosticte ruficrissa (Roodbuikwittipkolibrie)

## Orde Caprimulgiformes (Nachtzwaluwachtigen)

### Familie Caprimulgidae (Nachtzwaluwen)
- Geslacht Caprimulgus
  - Caprimulgus aegyptius (Egyptische nachtzwaluw)
  - Caprimulgus affinis (Savanne-nachtzwaluw)
  - Caprimulgus andamanicus
  - Caprimulgus anthonyi (Ecuadornachtzwaluw)
  - Caprimulgus asiaticus (Hindoe-nachtzwaluw)
  - Caprimulgus atripennis (Indische nachtzwaluw)
  - Caprimulgus badius (Yucatannachtzwaluw)
  - Caprimulgus batesi (Bates' nachtzwaluw)
  - Caprimulgus candicans (Witvleugelnachtzwaluw)
  - Caprimulgus carolinensis (Chuck-will's widow)
  - Caprimulgus cayennensis (Witstaartnachtzwaluw)
  - Caprimulgus celebensis (Sulawesinachtzwaluw)
  - Caprimulgus centralasicus (Vauries's nachtzwaluw)
  - Caprimulgus clarus (Reichenows nachtzwaluw)
  - Caprimulgus climacurus (Mozambikaanse nachtzwaluw)
  - Caprimulgus concretus (Bonaparte's nachtzwaluw)
  - Caprimulgus cubanensis (Cubaanse nachtzwaluw)
  - Caprimulgus donaldsoni (Doornstruiknachtzwaluw)
  - Caprimulgus enarratus (Gekraagde nachtzwaluw)
  - Caprimulgus europaeus (Nachtzwaluw)
  - Caprimulgus eximius (Goudgele nachtzwaluw)
  - Caprimulgus fossii (Gabonnachtzwaluw)
  - Caprimulgus fraenatus (Grijsbruine nachtzwaluw)
  - Caprimulgus heterurus
  - Caprimulgus hirundinaceus (Spix' nachtzwaluw)
  - Caprimulgus indicus (Jungle-nachtzwaluw)
  - Caprimulgus inornatus (Marmernachtzwaluw)
  - Caprimulgus jotaka
  - Caprimulgus longirostris (Vleugelbandnachtzwaluw)
  - Caprimulgus macrurus (Horsfields nachtzwaluw)
  - Caprimulgus maculicaudus (Vlekstaartnachtzwaluw)
  - Caprimulgus maculosus (Cayenne-nachtzwaluw)
  - Caprimulgus madagascariensis (Madagaskarnachtzwaluw)
  - Caprimulgus mahrattensis (Sykes' nachtzwaluw)
  - Caprimulgus manillensis (Filipijnse nachtzwaluw)
  - Caprimulgus meesi
  - Caprimulgus natalensis (Moerasnachtzwaluw)
  - Caprimulgus nigrescens (Roetnachtzwaluw)
  - Caprimulgus nigriscapularis (Zwartschoudernachtzwaluw)
  - Caprimulgus noctitherus (Puertoricaanse whip-poorwill)
  - Caprimulgus nubicus (Nubische nachtzwaluw)
  - Caprimulgus parvulus (Kleine nachtzwaluw)
  - Caprimulgus pectoralis (Roesthalsnachtzwaluw)
  - Caprimulgus poliocephalus (Ethiopische nachtzwaluw)
  - Caprimulgus prigoginei (Louette's nachtzwaluw)
  - Caprimulgus pulchellus (Salvadori's nachtzwaluw)
  - Caprimulgus ridgwayi (Ridgway's whip-poorwil)
  - Caprimulgus ruficollis (Moorse nachtzwaluw)
  - Caprimulgus rufigena (Roodwangnachtzwaluw)
  - Caprimulgus rufus (Rosse nachtzwaluw)
  - Caprimulgus ruwenzorii (Ruwenzori-nachtzwaluw)
  - Caprimulgus salvini (Salvins nachtzwaluw)
  - Caprimulgus saturatus (Zwarte nachtzwaluw)
  - Caprimulgus sericocaudatus (Zijdestaartnachtzwaluw)
  - Caprimulgus solala
  - Caprimulgus stellatus (Okervleknachtzwaluw)
  - Caprimulgus tristigma (Rotsnachtzwaluw)
  - Caprimulgus vociferus (Whip-poorwill)
  - Caprimulgus whitelyi (Roraima-nachtzwaluw)
- Geslacht Chordeiles
  - Chordeiles acutipennis (Texasnachtzwaluw)
  - Chordeiles gundlachii (Antilliaanse nachtzwaluw)
  - Chordeiles minor (Amerikaanse nachtzwaluw)
  - Chordeiles pusillus (Kleinste nachtzwaluw)
  - Chordeiles rupestris (Zandkleurige nachtzwaluw)
- Geslacht Eleothreptus
  - Eleothreptus anomalus (Sikkelvleugelnachtzwaluw)
- Geslacht Eurostopodus
  - Eurostopodus archboldi (Archbolds nachtzwaluw)
  - Eurostopodus argus (Argusnachtzwaluw)
  - Eurostopodus diabolicus (Duivelsnachtzwaluw)
  - Eurostopodus macrotis (Grote nachtzwaluw)
  - Eurostopodus mystacalis (Baardnachtzwaluw)
  - Eurostopodus papuensis (Papua-nachtzwaluw)
  - Eurostopodus temminckii (Temmincks nachtzwaluw)
- Geslacht Hydropsalis
  - Hydropsalis climacocerca (Trapstaartnachtzwaluw)
  - Hydropsalis torquata (Spiesstaartnachtzwaluw)
- Geslacht Lurocalis
  - Lurocalis rufiventris (Roodbuiknachtzwaluw)
  - Lurocalis semitorquatus (Kortstaart nachtzwaluw)
- Geslacht Macropsalis
  - Macropsalis forcipata (Braziliaanse nachtzwaluw)
- Geslacht Nyctidromus
  - Nyctidromus albicollis (Pauraque)
- Geslacht Nyctiphrynus
  - Nyctiphrynus mcleodii (Mexicaanse poorwill)
  - Nyctiphrynus ocellatus (Gevlekte poorwill)
  - Nyctiphrynus rosenbergi
  - Nyctiphrynus yucatanicus (Yucatan poorwill)
- Geslacht Nyctiprogne
  - Nyctiprogne leucopyga (Staartbandnachtzwaluw)
  - Nyctiprogne vielliardi
- Geslacht Phalaenoptilus
  - Phalaenoptilus nuttallii (Poorwill)
- Geslacht Podager
  - Podager nacunda (Nacunda-nachtzwaluw)
- Geslacht Siphonorhis
  - Siphonorhis brewsteri (Haiti-pauraque)
- Geslacht Uropsalis
  - Uropsalis lyra (Lierstaartnachtzwaluw)
  - Uropsalis segmentata (Vorkstaartnachtzwaluw)
- Geslacht Veles
  - Veles binotatus (Bruine nachtzwaluw)

### Familie Nyctibiidae (Reuzennachtzwaluwen
- Geslacht Nyctibius
  - Nyctibius aethereus (Wigstaartreuzennachtzwaluw)
  - Nyctibius bracteatus (Rosse reuzennachtzwaluw)
  - Nyctibius grandis (Vale reuzennachtzwaluw)
  - Nyctibius griseus (Reuzennachtzwaluw)
  - Nyctibius jamaicensis (Grijze reuzennachtzwaluw)
  - Nyctibius leucopterus (Gevlekte reuzennachtzwaluw)
  - Nyctibius maculosus (Andesreuzennachtzwaluw)

### Familie Podargidae (Uilnachtzwaluwen)
- Geslacht Batrachostomus
  - Batrachostomus affinis (Blyth-kikkerbek)
  - Batrachostomus auritus (Grote kikkerbek)
  - Batrachostomus chaseni
  - Batrachostomus cornutus (Maleise kikkerbek)
  - Batrachostomus harterti (Dulitkikkerbek)
  - Batrachostomus hodgsoni (Hodgsons kikkerbek)
  - Batrachostomus javensis (Javaanse kikkerbek)
  - Batrachostomus mixtus (Borneose kikkerbek)
  - Batrachostomus moniliger (Ceylonkikkerbek)
  - Batrachostomus poliolophus (Sumatraanse kikkerbek)
  - Batrachostomus septimus (Filipijnse kikkerbek)
  - Batrachostomus stellatus (Goulds kikkerbek)
- Geslacht Podargus
  - Podargus ocellatus (Gemarmerde uilnachtzwaluw)
  - Podargus papuensis (Reuzenuilnachtzwaluw)
  - Podargus strigoides (Uilnachtzwaluw)
- Geslacht Rigidipenna
  - Rigidipenna inexpectata

### Familie Steathornithidae (Vetvogel)
- Geslacht Steatornis
  - Steatornis caripensis (Vetvogel)

## Orde Eurypygiformes

### FamilieRhynochetidae
- - Geslacht Rhynochetos
    - Rhynochetos jubatus (Kagoe)

### FamilieEurypygidae
- - Geslacht Eurypyga
    - Eurypyga helias (Zonneral)

## Orde Mesitornithiformes (Steltrallen)

### FamilieMesitornithidae(Steltrallen)
- Geslacht Mesitornis
  - Bruine steltral (Mesitornis unicolor)
  - Witborststeltral (Mesitornis variegata)
- Geslacht Monias
  - Bensch' monias (Monias benschi)

## Orde Podicipediformes (Futen)

### Familie Podicipedidae (Futen)
- Geslacht Aechmophorus
  - Aechmophorus clarkii (Clarks fuut)
  - Aechmophorus occidentalis (Zwanehalsfuut)
- Geslacht Podiceps
  - Podiceps auritus (Kuifduiker)
  - Podiceps cristatus (Fuut)
  - Podiceps gallardoi (Patagonische fuut)
  - Podiceps grisegena (Roodhalsfuut)
  - Podiceps major (Grote fuut)
  - Podiceps nigricollis (Geoorde fuut)
  - Podiceps occipitalis (Zilverfuut)
  - Podiceps taczanowskii (Punafuut)
- Geslacht Podilymbus
  - Podilymbus gigas (Atitlanfuut)
  - Podilymbus podiceps (Dikbekfuut)
- Geslacht Poliocephalus
  - Poliocephalus poliocephalus (Grijskopfuut)
  - Poliocephalus rufopectus (Nieuwzeelandfuut)
- Geslacht Rollandia
  - Rollandia microptera (Titicacafuut)
  - Rollandia rolland (Witwangfuut)
- Geslacht Tachybaptus
  - Tachybaptus dominicus (Dwergfuut)
  - Tachybaptus novaehollandiae (Australische dodaars)
  - Tachybaptus pelzelnii (Pelzelns dodaars)
  - Tachybaptus ruficollis (Dodaars)
  - Tachybaptus rufolavatus (Madagaskardodaars)